# Енюм
Енюм (нід. Eenum) — село в нідерландській провінції Гронінген. Входить до складу муніципалітету Емсделта. Його населення станом на 2021 рік складало 95 осіб.